# S/UMAS
S/UMAS, hrvatski glazbeni sastav iz Splita. Ansambl je za suvremenu glazbu. Fokus im je na glazbu 20. i 21. stoljeća.

## Povijest
Osnovan na inicijativu saksofonista i skladatelja Gordana Tudora od listopada 2015. godine i otad su aktivni. Tudor je umjetnički voditelj. Danas ansambl broji 9 članova. Članovi su studenti Umjetničke akademije u Splitu. 

## Članovi
Članovi su:
- flauta: Toska Lumezi, Nikolina Kapitanović
- klarinet: Igor Ivanović, Žana Radonić
- saksofon: Deni Pjanić, Marko Gerbus, Filip Dujmović, Martin Ficsura
- bubnjevi: Jakov Salečić
- piano: Silvija Anić

## Vanjske poveznice
- UMAS
- Facebook